# ويليام براون (سياسي أسترالي)
ويليام براون (بالإنجليزية: William Henry Browne)‏ هو عامل مناجم وسياسي أسترالي، ولد في 13 سبتمبر 1846 في بيملكو في المملكة المتحدة، وتوفي في 12 أبريل 1904 في بريزبان في أستراليا. حزبياً، نشط في Queensland Labor Party ‏. وقد انتخب عضو المجلس التشريعي ولاية كوينزلاند.